# Lasséran
Lasséran is een gemeente in het Franse departement Gers (regio Occitanie) en telt 298 inwoners (2004). De plaats maakt deel uit van het arrondissement Auch.

## Geografie
De oppervlakte van Lasséran bedraagt 14,7 km², de bevolkingsdichtheid is 20,3 inwoners per km².
De onderstaande kaart toont de ligging van Lasséran met de belangrijkste infrastructuur en aangrenzende gemeenten.

## Demografie
Onderstaande figuur toont het verloop van het inwonertal (bron: INSEE-tellingen).